# Municipio Almoloya de Juárez
Koordinaten: 19° 22′ N, 99° 46′ W
Almoloya de Juárez ist ein Municipio im mexikanischen Bundesstaat México und Teil der Zona Metropolitana del Valle de Toluca, der Metropolregion um Toluca de Lerdo. Der Sitz der Gemeinde ist Villa de Almoloya de Juárez, die größten Orte des Municipios hingegen San Francisco Tlalcilalcalpan und Santiaguito Tlalcilalcalli. Die Gemeinde hatte im Jahr 2010 147.653 Einwohner, ihre Fläche beträgt 482,3 km².

## Geographie
Almoloya de Juárez liegt im westlichen Teil des Bundesstaates Mexiko, 15 km nordwestlich von Toluca de Lerdo.
Das Municipio Almoloya de Juárez grenzt an die Municipios San Felipe del Progreso, Ixtlahuaca, Temoaya, Toluca, Zinacantepec, Amanalco und Villa Victoria.